# Rebaque
A Rebaque (teljes nevén Team Rebaque) egy már megszűnt Formula–1-es csapat, mely 1978 és 1979 között volt jelen a Formula–1-ben.

## A csapat története
A csapat alapítója és egyetlen versenyzője, Héctor Rebaque nem kapott szerződést 1978-ra úgy döntött, hogy Team Rebaque néven egy Nagy-Britanniában bejegyzett csapatot alapít. Apja, idősebb Hector Rebaque is részt vett az alakulat irányításában. Colin Chapmantől vásároltak autót, méghozzá a Lotus 78-nak a fejlesztési prototípusát, amellyel Mario Andretti és Ronnie Peterson az év elején futamokat is nyertek. Ő volt a tulajdonos-csapatfőnök és az egyetlen versenyző is egy személyben. 1978-ban és 1979 nagy részében is ebben a felállásban vett részt a világbajnokságon. A brazil nagydíj lehetett volna az első alkalom, mikor célba ér egy versenyen, a 63 körös futam 40. fordulójában azonban annyira kifáradt, hogy kiállt a bokszba. Dél-Afrikában már beért a 10. helyen, Brett Lunger és Vittorio Brambilla előtt. A következő futamokon kvalifikálni sem tudta magát, majd Svédországban két kör hátrányban a tizenkettedik lett. Az 1978-as német nagydíjon, Hockenheimben a 20. rajthelyről hatodik, azaz pontszerző helyen ért célba.
1979-ben az előző évi világverő Lotus 79 prototípusára sikerült szert tennie, amellyel már gyakrabban kvalifikált, pontot szerezni azonban nem tudott. 1979 végére elkészült a Team Penske és John Barnard segítségével a Lotus 79-et és Williams FW07-et lemásolva a Rebaque-Ford HR100-as típusú versenyautója, így az év utolsó három futamára ezzel nevezett be. Az eredmények ezzel is elmaradtak. Viszont csak egyszer sikerült kvalifikálnia magát vele, és feladta a reménytelen küzdelmet. A csapat feloszlott a szezon végén, az 1980-as idény pedig Rebaque nélkül kezdődött el. 1980-as idény közepén Bernie Ecclestone az argentin Ricardo Zunino helyére leszerződtette csapatához, a Brabhamhez, ezzel végképp megszűnt a saját maga által alapított csapata.

## Formula–1-es eredmények
| Év   | Modell        | Motorok | Gumik | Versenyzők     | 1   | 2   | 3   | 4    | 5    | 6    | 7   | 8   | 9   | 10  | 11  | 12  | 13  | 14  | 15  | 16  | Pont | Helyezés |
| ---- | ------------- | ------- | ----- | -------------- | --- | --- | --- | ---- | ---- | ---- | --- | --- | --- | --- | --- | --- | --- | --- | --- | --- | ---- | -------- |
| 1978 | Lotus 78      | Ford    | G     |                | ARG | BRA | RSA | USW  | MON  | BEL  | ESP | SWE | FRA | GBR | GER | AUT | NED | ITA | USA | CAN | 1    | n/a      |
| 1978 | Lotus 78      | Ford    | G     | Héctor Rebaque | DNQ | Ki  | 10  | DNPQ | DNPQ | DNPQ | Ki  | 12  | DNQ | Ki  | 6   | Ki  | 11  | DNQ | Ki  | DNQ | 1    | n/a      |
| 1979 | Lotus 79      | Ford    | G     |                | ARG | BRA | RSA | USW  | ESP  | BEL  | MON | FRA | GBR | GER | AUT | NED | ITA | CAN | USA |     | 0    | NC       |
| 1979 | Lotus 79      | Ford    | G     | Héctor Rebaque | Ki  | DNQ | Ki  | Ki   | Ki   | Ki   |     | 12  | 9   | Ki  | DNQ | 7   |     |     |     |     | 0    | NC       |
| 1979 | Rebaque HR100 | Ford    | G     | Héctor Rebaque |     |     |     |      |      |      |     |     |     |     |     |     | DNQ | Ki  | DNQ |     | 0    | NC       |